# Blecktjärnen (Kalls socken, Jämtland, 705119-137293)
Blecktjärnen är en sjö i Åre kommun i Jämtland och ingår i Indalsälvens huvudavrinningsområde.